# Інститут дослідження та координації акустики й музики
Інститут дослідження та координації акустики/музики (фр. L'Institut de recherche et coordination acoustique/musique, IRCAM) — дослідницько-мистецька установа у Парижі, що спеціалізується на авангардній електронній музиці та міждисциплінарних науково-мистецьких проектах. IRCAM засновано у 1970 році П'єром Булезом за пропозицією Жоржа Помпіду.